# Karl-Peter Ellerbrock
Karl-Peter Ellerbrock (* 5. Mai 1957) ist ein deutscher Wirtschaftshistoriker. Er war von 1996 bis 2023 Direktor der Stiftung Westfälisches Wirtschaftsarchiv, Mitglied der Geschäftsführung der IHK zu Dortmund und Geschäftsführer der Gesellschaft für Westfälische Wirtschaftsgeschichte.

## Leben
Ellerbrock besuchte das Phoenix-Gymnasium Dortmund, studierte drei Semester Rechtswissenschaften in Regensburg und Bochum, dann Geschichte und Germanistik in Münster. Nach dem Staatsexamen war er seit 1984 wissenschaftlicher Mitarbeiter zunächst am Sonderforschungsbereich „Vergleichende historische Städteforschung“, dann am Lehrstuhl für Sozial- und Wirtschaftsgeschichte und schließlich geschäftsführender Assistent am Historischen Seminar der Universität Münster. Er studierte daneben einige Semester Volkswirtschaft bei Richard Hugh Tilly und promovierte im Fach Wirtschaftsgeschichte bei Hans Jürgen Teuteberg mit einer Dissertation zum Thema Geschichte der deutschen Nahrungs- und Genussmittelindustrie 1750-1914.
Im Jahr 1989 wechselte er als Abteilungsleiter in das Konzernsekretariat der Hoesch AG in Dortmund. 1996 wurde er zum Direktor der Stiftung Westfälisches Wirtschaftsarchiv in Dortmund berufen, war zugleich Mitglied der Geschäftsführung der IHK zu Dortmund, Geschäftsführer der Gesellschaft für Westfälische Wirtschaftsgeschichte und nahm einen Lehrauftrag an der Ruhr-Universität Bochum wahr. Im April 2023 wurde Ellerbrock in den Ruhestand verabschiedet.
Er nahm zahlreiche Ehrenämter wahr, war u. a. Mitglied im Steering Committee des International Council on Archives, Section Business Archives, Mitglied im wissenschaftlichen Beirat der Volks- und Betriebswirtschaftlichen Vereinigung im rheinisch-westfälischen Industriegebiet, Mitglied in verschiedenen Arbeitskreisen der Gesellschaft für Unternehmensgeschichte (Unternehmen im Nationalsozialismus, Kleine und mittlere Unternehmen, Marketing und Verkehrsgeschichte), Mitglied im Kuratorium der Stiftung Niedersächsisches Wirtschaftsarchiv in Braunschweig und war einige Jahre Präsident des International Committee For Research Into European Food History.
Noch heute wirkt er als Vorsitzender des Kuratoriums der Dortmunder Volksbank Stiftung, ist Mitglied der Historischen Kommission für Westfalen, Mitglied im Vorstand der Kulturstiftung Dortmund, der Gesellschaft für Westfälische Wirtschaftsgeschichte, Mitglied im Vorstand des Historischen Vereins für Dortmund und die Grafschaft Mark e. V. sowie Mitglied im Kuratorium des Westfälischen Heimatbundes. Aus seiner Feder stammen zahlreiche wissenschaftliche Veröffentlichungen zur Wirtschafts-, Sozial- und Kulturgeschichte, er war Herausgeber der Untersuchungen zur Wirtschafts-, Sozial- und Technikgeschichte, der Schriftenreihe Wirtschafts- und sozialgeschichtliche Quellen für die historisch-politische Bildung in Westfalen, der Schriftenreihe Veröffentlichungen der Stiftung Westfälisches Wirtschaftsarchiv sowie Mitherausgeber der Rheinisch-Westfälischen Wirtschaftsbiographien. Ellerbrock ist ein gefragter Interviewpartner in Wirtschaftsfragen.

## Schriften (Auswahl)

### Monographien
- Geschichte der deutschen Nahrungs- und Genussmittelindustrie 1750–1914, Stuttgart 1993
- 100 Jahre Hörder Spar- und Bauverein, 100 Jahre GWS. Ein Beitrag zur Sozialgeschichte des genossenschaftlichen Wohnungsbaus in Deutschland, Dortmund 1997
- Ein Produkt erobert die Welt. 100 Jahre Stahlspundwand aus Dortmund, Münster 2002
- Zwischen Wiederaufbau und Strukturwandel. Die Stadtsparkasse Witten und ihre Geschichte 1953–2003, Witten 2003
- Die Geschichte des „Phoenix“ in Hörde, Münster 2005
- Geschichte und Geschichten. Die Industrie- und Handelskammer im mittleren Ruhrgebiet zu Bochum 1856–2006, Bochum 2006
- Auf Stärke gebaut. Geschichte der Firma Crespel & Deiters 1858–2008, Münster, Aschendorff, 2008
- Das „Dortmunder U“. Vom industriellen Zweckbau zu einem Wahrzeichen der westfälischen Industriekultur, Münster 2009
- Die Industrie- und Handelskammer zu Dortmund und ihre Geschichte 1863–2013, Dortmund 2013
- Köster & Bömcke. Ein Dortmunder Familienunternehmen im Strukturwandel von 140 Jahren, Münster 2013
- Aschendorff. Geschichte eines deutschen Medienhauses, Münster 2020
- Die Sparkasse Dortmund im Nationalsozialismus, Münster 2025

### Als Herausgeber
- (zusammen mit Marina Schuster) 150 Jahre Köln-Mindener Eisenbahn, Essen 1997
- Dortmunds Tor zur Welt. 100 Jahre Dortmunder Hafen, 100 Jahre Dortmund-Ems-Kanal, Essen 1999
- (zusammen mit Clemens Wischermann und Peter Borscheid) Unternehmenskommunikation im 19. und 20. Jahrhundert. Neue Wege der Unternehmensgeschichte, Dortmund 2000
- (zusammen mit Tanja Bessler-Worbs): Wirtschaft und Gesellschaft im südöstlichen Westfalen. Die IHK zu Arnsberg und ihr Wirtschaftsraum im 19. und 20. Jahrhundert, Dortmund 2001
- (zusammen mit Günther Högl) Horizonte. Zur Wirtschafts- und Kulturgeschichte des westfälischen Luftverkehrs. Festschrift zum 75-jährigen Bestehen der Flughafen Dortmund GmbH, Essen 2001
- (zusammen mit Clemens Wischermann) Die Wirtschaftsgeschichte vor der Herausforderung durch die New Institutional Economics, Dortmund 2004
- (zusammen mit Alfred Heese) Stahlzeit in Dortmund, Münster 2005
- Erster Weltkrieg, Bürgerkrieg und Ruhrbesetzung. Dortmund und das Ruhrgebiet 1914/18–1924, Dortmund 2010
- (zusammen mit Günther Högl) Die 1920er Jahre. Dortmund zwischen Moderne und Krise, Essen 2012
- Zur Geschichte der westfälischen Brauwirtschaft im 19. und 20. Jahrhundert, Dortmund 2012
- Der Dortmunder Hafen. Geschichte, Gegenwart, Zukunft, Münster 2014
- (zusammen mit Nancy Bodden und Margit Schulte Beerbühl) Kultur, Strategien und Netzwerke. Familienunternehmen in Westfalen im 19. und 20. Jahrhundert, Dortmund und Münster 2014
- Westfälische Wirtschaftsgeschichte. Quellen zur Wirtschaft, Gesellschaft und Technik vom 18. bis 20. Jahrhundert aus dem Westfälischen Wirtschaftsarchiv, Münster 2016
- (zusammen mit Harald Wixforth) Freies Unternehmertum und Soziale Marktwirtschaft, Dortmund, Münster 2021
- (zusammen mit Ralf Blank) Die Accumulatoren Fabrik AG. Vom Pionierunternehmen zum Weltkonzern VARTA, Münster 2022